# Блайбургская капитуляция

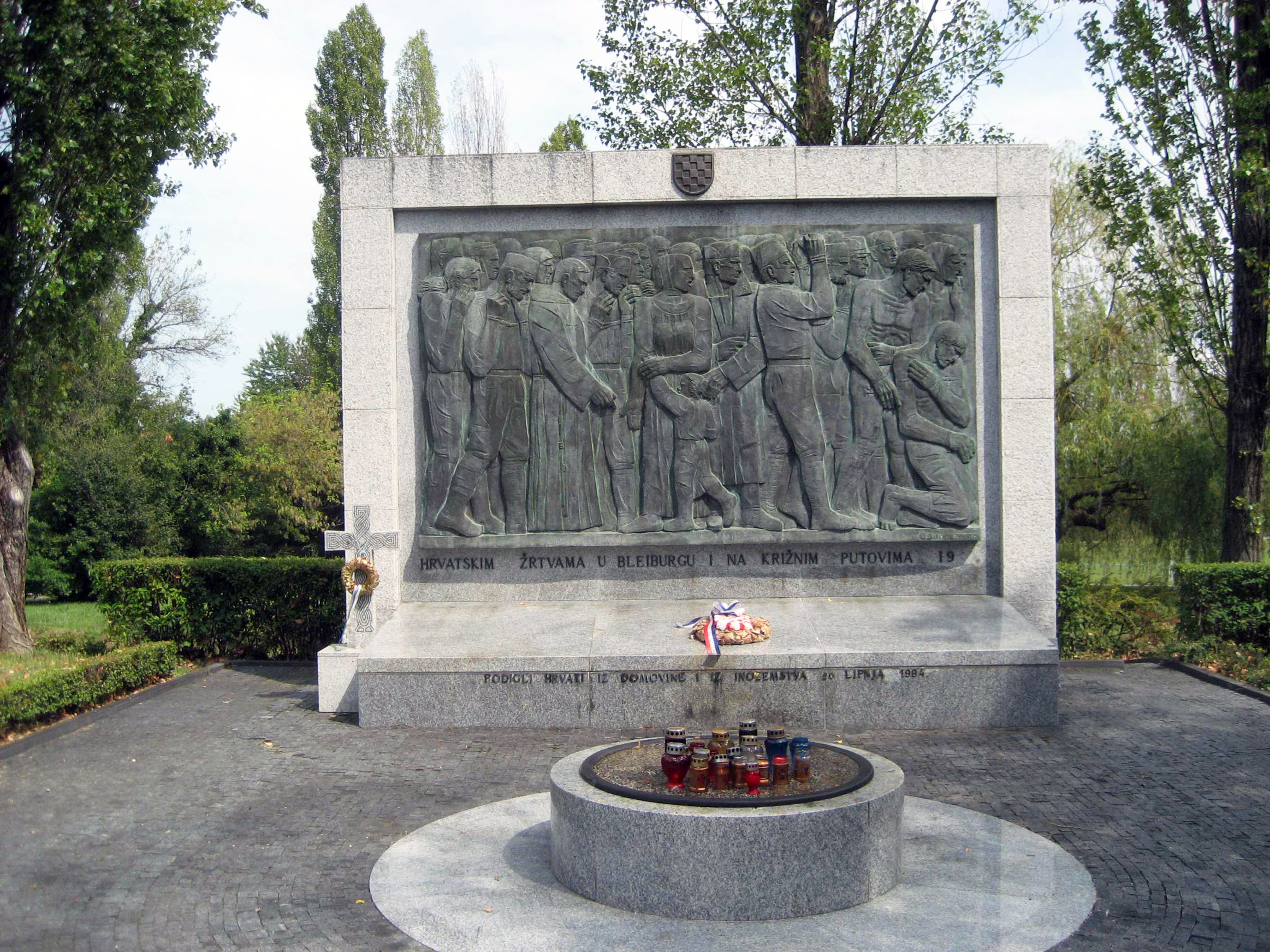
Блайбургский мемориал на кладбище Мирогой в г. Загреб

Бла́йбургская капитуля́ция — капитуляция вооружённых сил Независимого государства Хорватия (НГХ) перед Югославской армией, произошла 15 мая 1945 года в окрестностях Блайбурга («Блайбургское поле»). Капитуляция завершила события Второй мировой войны в Югославии.
По данным историка Младенко Цолича, в районе Блайбурга 15 мая были пленены около 30 000 усташей, в том числе 12 генералов. Согласно сведениям историка Арнольда Зуппана, представляются достоверными данные штаба югославской 3-й армии о взятии в плен в период с 8 по 19 мая 1945 года 60 000 усташей и домобран, в том числе дивизии охраны поглавника. Общая численность пленных усташей и домобран составляла около 120 000 человек.
В последующем на территории Югославии многие тысячи сдавшихся хорватских военнослужащих — реальных и предполагаемых военных преступников и «врагов народа» — были казнены в массовом порядке, в большинстве случаев без суда, а также погибли во время долгого пути к местам заключения. Согласно сведениям хорватского историка Владимира Геигера, численность хорватских жертв послевоенных репрессий составляет от около 50 000 человек до 55 000 человек.
События мая и июня 1945 года являются одной из самых спорных исторических тем в современной Европе, разделяя её научный и историографический ландшафт. Связанные с Блайбургом события обозначаются как «Блайбургская резня», «Блайбургская бойня», «Блайбургская трагедия», «марши смерти» (англ. the death marches) или «крестный путь» (хорв. križni put) и стали частью блайбургского мифа в политике памяти современной Хорватии. Историография по теме о капитуляции войск НГХ на Блайбургском поле содержит много противоречивых сведений о численности хорватов, ставших здесь жертвами несудебных расстрелов. Вместе с тем достоверные данные о численности и причинах гибели людей на Блайбургском поле и в других местах Каринтии отсутствуют. Как отмечает историк Эккехард Фёлькль, «трагедия тогда произошла южнее, впоследствии на югославской территории».
Миф о блайбургских жертвах состоит из постулатов об усташах и домобранах — «защитниках родины»; о падении «Независимого государства Хорватия», означавшего «конец независимой хорватской нации»; о массовых убийствах пленных на Блайбургском поле, в результате которых в 1985 году фермеры всё ещё находили здесь человеческие кости; преувеличенных данных о числе хорватских жертв послевоенных репрессий и других подобных утверждений. Миф изначально был частью политической пропаганды побеждённой хорватской усташской эмиграции. По заключению историка Штефана Дитриха, использование христианских терминов служит в нём для сакрализации событий, в частности судьбы «хорватских солдат, которые были экстрадированы и пропали без вести на своей родине», изображённых как жертвоприношение или мученичество. В результате распада Югославии и последующих политических изменений усташская эмигрантская пропаганда получила распространение в Хорватии среди широкой публики и утвердилась в качестве признанного государством, канонизированного и продвигаемого мифа о жертвах Блайбурга, используемого националистами для реабилитации НГХ, усташей и ревизии истории.

## Предыстория

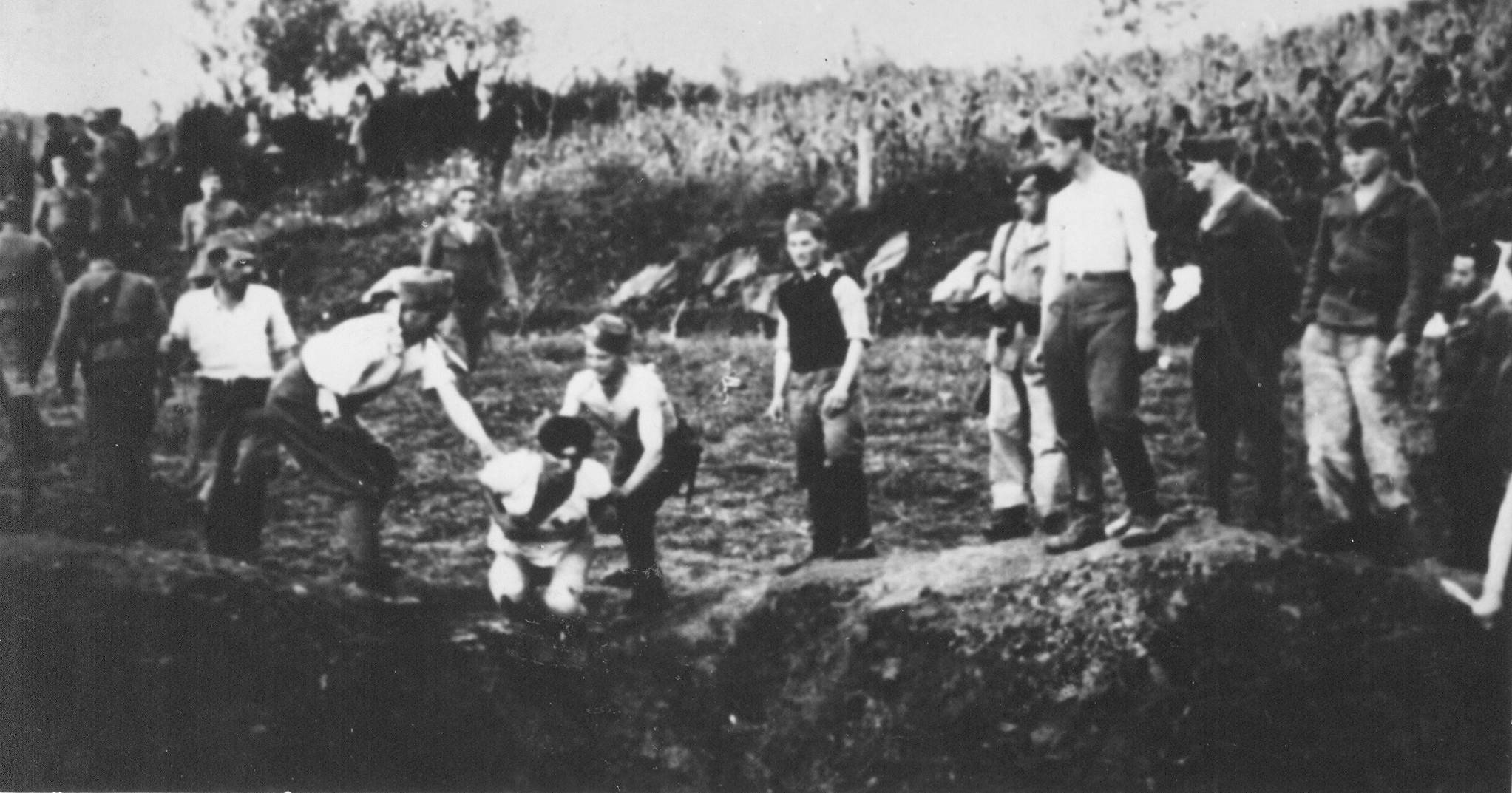
Усташи казнят заключённых в концлагере Ясеновац

Правительство усташей, создавшее при поддержке гитлеровской Германии марионеточное «Независимое государство Хорватия», с самого начала планировало этнические чистки в отношении сербов, евреев и цыган, которые вылились в геноцид.
Характерным примером зверств усташей стали массовые казни и пытки в концлагере Ясеновац, которые шокировали даже немецких и итальянских оккупантов. 10 июля 1941 года генерал вермахта Эдмунд Гляйзе-Хорстенау сообщал следующее Германскому верховному командованию (ОКВ):
Наши войска вынуждены быть безмолвными свидетелями таких событий; это не лучшим образом сказывается на их в целом высокой репутации... Мне часто сообщают, что немецкие оккупационные войска должны в конце концов вмешаться в злодеяния усташей. Это может однажды случиться. В настоящий момент, имея те силы, которыми я располагаю, я не могу просить о таких действиях. Сейчас вмешательство немецкой армии в отдельных случаях может сделать её ответственной за прочие многочисленные случаи, которые она не смогла предотвратить ранее.
Гестапо сообщало Гиммлеру 17 февраля 1942 года:
Растущая активность банд вызвана главным образом жестокостью соединений усташей в Хорватии по отношению к православному населению. Усташи творят свои бесчинства самым зверским образом - не только против мужчин призывного возраста, но в особенности против беспомощных стариков, женщин и детей. Количество православных, которых хорваты убили или садистски замучили до смерти, достигает трёхсот тысяч.
Силы югославских партизан быстро росли, поскольку в оккупированной Югославии они представляли собой единственную силу, которая на деле отстаивала принципы равенства народов в единой Югославии. На сторону партизан переходили целые воинские подразделения усташей. К 1945 году югославские партизаны составляли около 800 000 человек, организованных в 4 полевых армии, преследующих отступавшие силы гитлеровцев и усташей.

## События

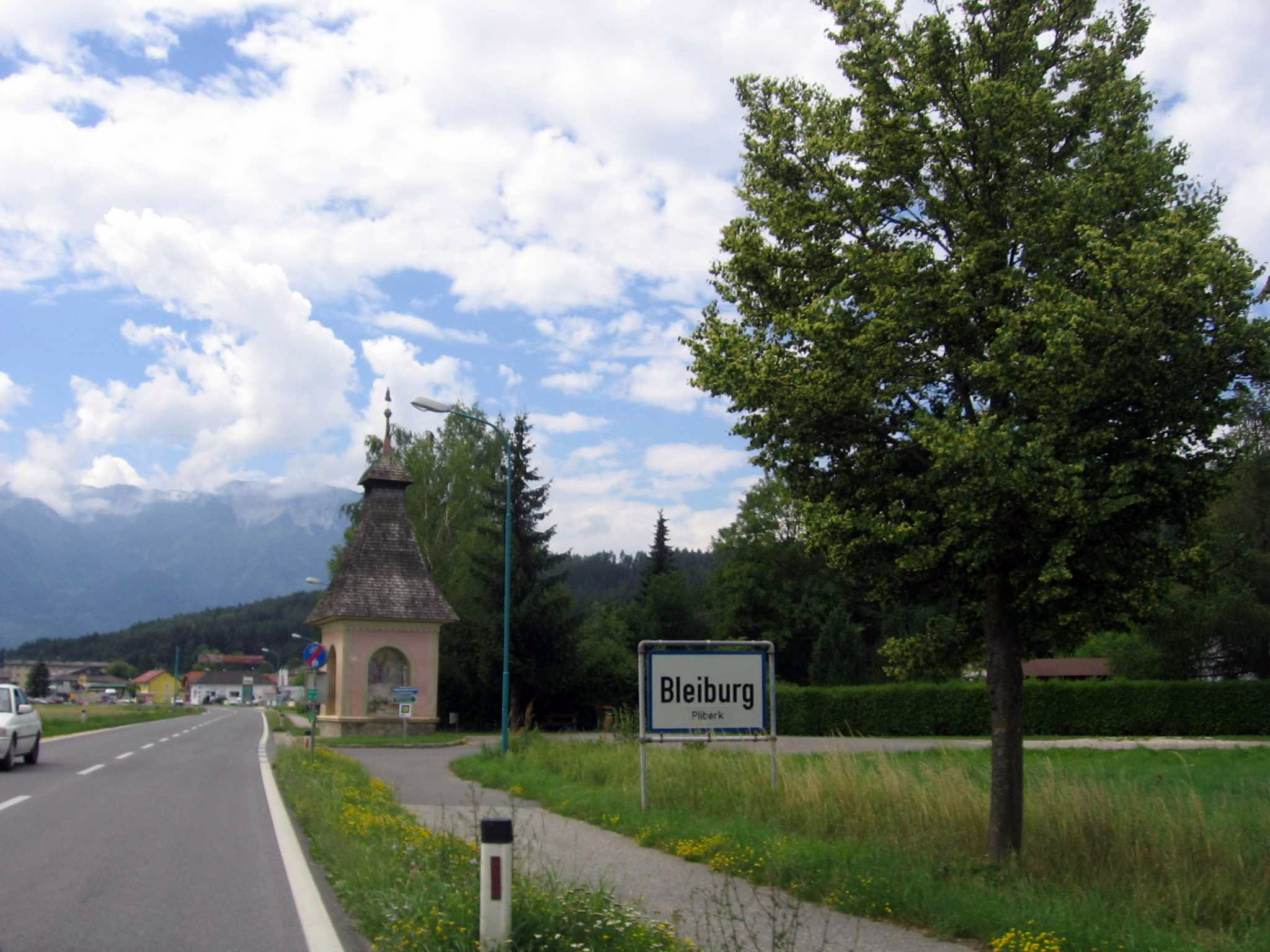
Блайбург в 2007 году. Дорожный знак выполнен на двух языках: немецком и словенском.

Поскольку усташи, а также словенские коллаборационисты опасались неизбежного возмездия, в конце войны началось массовое бегство из Хорватии и Словении гитлеровских пособников вместе с семьями. 6 мая 1945 года хорватское коллаборационистское правительство бежало из Загреба, поскольку части вермахта не планировали оборонять город. Вооружённые силы Хорватии отступали к австрийской границе к Блайбургу, где находилась 38-я (ирландская) пехотная бригада Великобритании. Среди отступавших было немало высокопоставленных чиновников Хорватии, а также гражданских лиц. Партизаны рассматривали этих гражданских лиц как коллаборационистов, поскольку те бежали вместе с усташами. К отступающим усташам присоединились части сербских четников и словенского домобранства.
Основная колонна направилась через Целе, Шоштань и Словень-Градец в Дравоград, занятый частями Югославской армии. 12 мая усташи атаковали Дравоград с целью создания плацдарма через Драву, однако после тяжёлого двухдневного боя прорыв не удался и югославы сохранили контроль над Дравоградскими мостами. Понимая, что путь через Дравоград закрыт, а кольцо окружения опасно сужается под натиском наступающих сил югославской 3-й армии, командование армии НГХ решило попытаться прорваться через объездные дороги. Обходным манёвром усташи пробились из района Дравограда на запад, вдоль долины реки Межа и близлежащих дорог и вышли ранним утром 14 мая к селу Поляна, где был единственный для них переход через Драву в контролируемый британскими войсками Блайбург. Несмотря на то, что путь усташам преграждали югославские части, дислоцированные в селе Поляна и вокруг него, они пошли на прорыв. В течение боя, длившегося весь день до вечера 14 мая, который часто называют последней крупной битвой Второй мировой войны в Европе, усташи оттеснили югославские части и вышли на старую австро-югославскую границу.
Ранним вечером 14 мая авангард вооружённых сил НГХ был встречен передовым британским танковым соединением 5-го корпуса 8-й армии и предупреждён о запрете на пересечение демаркационной линии на поле перед Блайбургом. Утром и до полудня 15 мая перед Блайбургом собрались войска и беженцы численностью предположительно около 30 000 человек. Остальные бесконечной массой растянулись по дороге, вплоть до Дравограда.
В 13 часов 15 мая усташские генералы Иво Херенчич и Вьекослав Серватци вместе с переводчиком, профессором Даниэлем Црльеном, и офицером связи Владимиром Метикошем начали переговоры о сдаче с британскими войсками и партизанами, которых представлял Милан Баста. В соответствии с действовавшими на тот момент союзными соглашениями, британские силы отказались принять капитуляцию и усташской стороне довелось капитулировать перед Югославской армией. Согласно статье 20 Гаагской конвенции, все капитулировавшие хорватские силы были разоружены и перешли под контроль партизан.
В 1990 году бывший партизан Симо Дубаич заявил, что командовал партизанскими силами у Кочевского Рога, и получил приказы казнить сдавшихся, в том числе гражданских лиц.
Значительное число беженцев было принудительно возвращено в Югославию (многие погибли по дороге от голода). В Югославии они вновь получили статус югославских граждан.

## Количество жертв
Точное количество погибших под Блайбургом остаётся предметом споров. Существуют два основных подхода к оценке количества жертв:
- свидетельская (основанная на показаниях свидетелей — к ней принадлежит, в частности, Милован Джилас) — по данным этой школы, число жертв достигает 15 000 человек[23]
- археологическая (основанная на данных раскопок мест массовых убийств) — до сих пор обнаружено порядка 1200 останков[24][25].

## Блайбургский мемориал
Дата 15 мая официально установлена решением Хорватского сабора в 1995 году и ежегодно отмечается как Мемориальный день жертв Блайбурга и Крестного пути.
Впервые хорватские исследователи тайно начали посещать Блайбургские захоронения в 1952 году, а регулярные ежегодные посещения начались в начале 1960-х гг. В 1977 году места впервые посетил высокопоставленный хорватский священник — кардинал Франьо Шепер.
Ежегодно места захоронений посещают высокопоставленные священнослужители — католики и мусульмане. Премьер-министры Хорватии Ивица Рачан и Иво Санадер посещали места захоронений в 2002 и 2004 гг. На 60-ю годовщину событий собралось большое количество людей, перед которыми выступали спикер Сабора Владимир Шекс и глава мусульманской общины Хорватии муфтий Шевко Омербашич. В 2006 году захоронение официально посетили министр Джурджа Адлешич, Дамир Поланчец и боснийский политик Мартин Рагуж. В 2007 году на месте событий установлен новый алтарь.
В 2008 году на памятной церемонии присутствовало более 10 000 человек. Церемонию возглавляли епископ Хварский Слободан Штамбук и представитель исламской общины Хорватии Идриз Бешич. От Хорватского Сабора присутствовал председатель Хорватской крестьянской партии Йосип Фришчич, а от хорватского правительства министр Берислав Рончевич. К этому времени правительства Хорватии и Словении договорились сотрудничать в организации военных кладбищ (подобные соглашения Словения ранее подписала с Италией и Германией).
По сообщениям правительства Словении, на месте массового захоронения в Тезно планируется соорудить мемориальный парк и кладбище.
Во время телефонного опроса, проведённого Хорватским радиотелевидением в программе Nedjeljom u dva («В воскресенье в два часа») в мае 2007 года телезрители отвечали на вопрос, чьи преступления они считают более ужасными — усташей или югославских партизан. Всего в студию позвонило 23 672 участника, и 73 % из них заявили, что хуже были преступления партизан.

## Отражение в культуре
В 1993 году хорватский музыкант Мирослав Шкоро записал песню о происшедшем в Блайбурге — «Mata» (с хорв. Матвей).
«Блайбургская резня» стала сюжетом фильма «Četverored» (1999).
Американский художник хорватского происхождения Чарлз Биллич (англ. Charles Billich) написал серию картин о данном событии. О нём же написали картины Иван Лацкович Кроата и Кристиан Крекович.

### Комментарии
1. ↑  Каринтия — это австрийская область, в которой расположен Блайбург[8].